# Francesco Corteccia

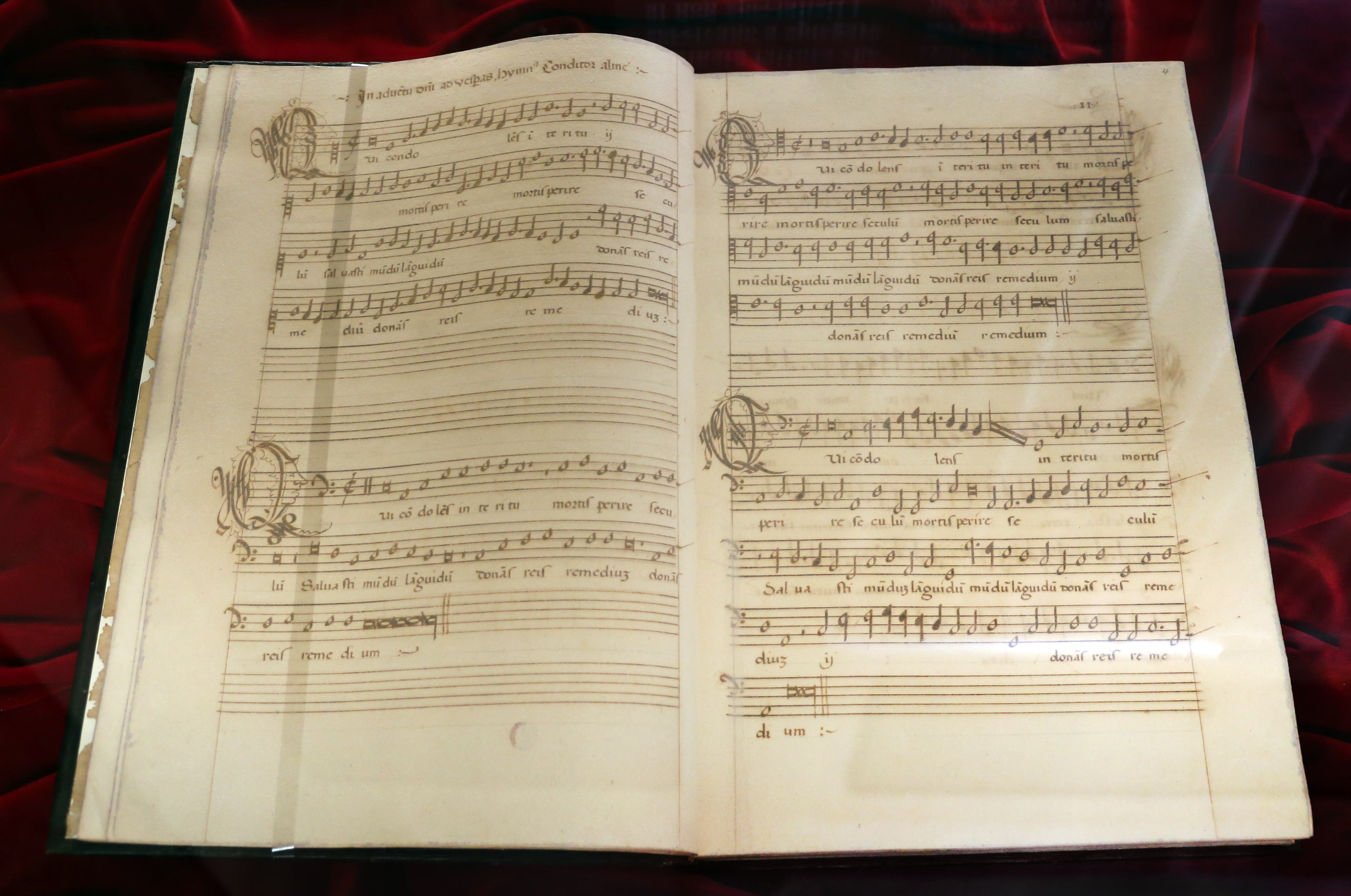
Francesco Corteccia, Hinnarium, Biblioteca Medicea Laurenziana

Pier Francesco di Bernardo Corteccia, także Corteggia, Corticius (ur. 27 lipca 1502 we Florencji, zm. 7 czerwca 1571 tamże) – włoski kompozytor, organista i kapelmistrz, duchowny katolicki.

## Życiorys
W latach 1515–1522 był członkiem chóru przy baptysterium św. Jana we Florencji. Studiował w Collegio Eugeniano. Jego nauczycielami byli Bartolomeo degli Organi, Bernardo Pisano i Mattio Rampollini. W 1526 lub 1527 roku otrzymał święcenia kapłańskie. We Florencji był kapelanem (od 1527), organistą (1535–1539) i kapelmistrzem (1539–1540) baptysterium św. Jana, kapelanem (od 1531), organistą (1531–1532) i kapelmistrzem (od 1540) bazyliki San Lorenzo oraz kapelmistrzem (od 1540) katedry Santa Maria del Fiore. Od 1539 roku działał jako maestro di cappella na dworze Kosmy I Medyceusza.

## Twórczość
Napisał ponad 100 madrygałów (wydane w trzech księgach i licznych antologiach), dwie pasje, części mszalne i inne utwory religijne, 36 motetów 5- i 6-głosowych (wydane pośmiertnie w dwóch księgach). Pisał też muzykę do intermediów wystawianych podczas uroczystości dworskich. Wspólnie z Alessandro Striggio napisał muzykę do intermedium Giovanniego Battisty Cini Psiche ed Amore, wystawionego z okazji zawarcia małżeństwa Franciszka I Medyceusza z Joanną Habsburg w 1565 roku.
Madrygały Cortecci są utworami prostymi, o charakterze popularnym. W kantykach i psalmach powierzał wykonanie kolejnych wersetów na zmianę dwóm chórom, które nie łączyły się nigdy w jeden zespół.